# Chaturanan Mishra
Chaturanan Mishra (* 7. April 1925 in Nahar, Distrikt Madhubani, Bihar; † 2. Juli 2011 in Patna, Bihar) war ein indischer Politiker der Communist Party of India (CPI) und Gewerkschaftsfunktionär.

## Leben
Mishra schloss sich 1942 der „Quit India“-Bewegung an und kämpfte für diese für die Beendigung der britischen Kolonialherrschaft in Britisch-Indien. Nach der Souveränität Indiens vom Vereinigten Königreich am 15. August 1947 wurde er zu einem führenden Funktionär in der Gewerkschaft der Bergbauarbeiter in Giridih, einer vom Bergbau und dem Handel von Glimmer geprägten Stadt im Bundesstaat Jharkhand im Grenzgebiet zu Bihar.
Daneben engagierte er sich frühzeitig in der CPI und wurde wegen seines Ansehens als Kritiker der sozialen, wirtschaftlichen und politischen Verhältnisse stellvertretender Chefredakteur der Parteizeitung der CPI. 1951 wurde er zunächst Mitglied des Exekutivkomitees der CPI von Bihar sowie 1964 Mitglied des Sekretariats der CPI des Bundesstaates. 1964 erfolgte darüber hinaus erstmals seine Wahl zum Mitglied des Nationalrates der CPI, dem er bis 2002 angehörte. 1964 war Mishra auch Vorsitzender der vierten Weltkonferenz der Bergarbeiter in Moskau.
1969 wurde er außerdem zum Mitglied des Parlaments des Bundesstaates Bihar gewählt und vertrat in diesem bis 1980 den Wahlkreis Giridih. Mishra, der zwischen 1983 und 1989 auch Präsident des Dachverbandes der indischen Gewerkschaft (All India Trade Union Congress) war, wurde 1984 als Vertreter von Bihar zum Mitglied in die Rajya Sabha, dem Oberhaus des indischen Parlaments gewählt, und gehörte dieser bis 1996 an.
Nachdem er 1996 als Vertreter des Wahlkreises Madhubani in das Unterhaus, die Lok Sabha gewählt wurde, erfolgte im Juni 1996 seine Berufung zum Unionsminister für Landwirtschaft durch den von der Janata Dal gestellten Premierminister H. D. Deve Gowda. Mishra war damit neben Indrajit Gupta, der 1996 Innenminister wurde, der erste kommunistische Minister in einer Unionsregierung. Das Amt des Landwirtschaftsministers behielt er auch nach dem Amtsantritt von Inder Kumar Gujral im April 1997 und wurde von diesem darüber hinaus im Mai 1997 zum Unionsminister für Ernährung, Zivilgüter, Verbraucherschutz und öffentliche Verteilung in dessen Kabinett ernannt, dem er bis zum Ende von Gujrals Amtszeit im März 1998 angehörte.
Mishra, der sich auch für die Einführung einer Sozialversicherungsrente für Bedürftige einsetzte, wurde vom Chief Minister von Bihar, Nitish Kumar, nach seinem Tod als großer Friedenskämpfer sowie als Verlust für den Bundesstaat und Indien gewürdigt.